# Illa de Lewis
illa de Lewis (Eilean Leòdhas en gaèlic escocès), o Lewis (Leòdhais), és la part més septentrional de l'illa més gran de les Hèbrides exteriors, (Na Siar h-Eileanan), a Escòcia. La part meridional de l'illa s'anomena Harris (Na Hearadh). Malgrat que hom parla habitualment d'“illa de Lewis” i “illa de Harris”, els dos noms es refereixen en realitat a dues parts de la mateixa illa, on Lewis és la part més baixa. Antigament Lewis havia format part del comtat de Ross and Cromarty i actualment forma part de la província de Western Isles. El 2001 tenia 16.872 habitants, dels quals aproximadament el 60% parlaven habitualment gaèlic escocès.